# Кочкар (Мелеузівський район)
Кочка́р (рос. Кочкарь, башк. Ҡусҡар) — хутір у складі Мелеузівського району Башкортостану, Росія. Входить до складу Воскресенської сільської ради.
Населення — 32 особи (2010; 46 в 2002).
Національний склад:
- росіяни — 61%
- башкири — 26%